# Загорка (броварня)
Акціонерне товариство «Загорка» (у написанні латиницею — Zagorka) — підприємство харчової промисловості Болгарії, зайняте у сфері пивоваріння. Виробничі потужності розташовані у місті Стара Загора, за якою назване саме підприємство та одна з його провідних торговельних марок. Належить до активів одного з найбільших світових виробників пива корпорації Heineken International.
Торговельна марка Zagorka виступає спонсором спортивних заходів, зокрема, є партнером Болгарського футбольного союзу.

## Історія
Броварню у Старій Загорі було засновано 1902 року д-ром Константином Кожухаровим із залученням коштів місцевого кредитного товариства. У 1920-х після низки модернізацій броварня стала провідним виробником пива у південній Болгарії та третім за обсягами реалізації продукції пивоварним підприємством країни.
1958 року підприємство було повністю перебудоване та отримало сучасну назву. З початком процесів роздержавлення власності державне на той час підприємство було приватизоване, 1994 року контрольний пакет акцій товариства «Загорка» отримав нідерландський пивоварний гігант Heineken, який протягом 12 років вклав у модернізацію виробництва на підприємстві понад 90 мільйонів євро.
2006 року частка підприємства на болгарському ринку пива сягнула 31%. 

## Асортимент пива
Головними місцевими торговельними марками пива, продукція яких виробляється броварнею, є Загорка, Столично, а також, після закриття корпорацією Heineken броварні Ариана у Софії, — Ариана:
- Загорка — світле пиво з вмістом алкоголю 5,0%;
- Загорка Gold — світле пиво з вмістом алкоголю 5,0%;
- Столично Bock — темне пиво з вмістом алкоголю 6,5%;
- Ариана — світле пиво з вмістом алкоголю 4,5%;
- Ариана Тъмно — темне пиво з вмістом алкоголю 5,5%;

Крім цього броварнею за ліцензією випускаються міжнародні сорти: Heineken, Amstel, Kaiser та Starobrno.